# Нойберг, Жозеф
Жозеф Жан-Батист Нойберг (нем. Joseph Jean Baptiste Neuberg; 30 октября 1840, Люксембург — 
22 марта 1926, Льеж, Бельгия) — люксембургский математик, который работал в основном в геометрии.

## Биография
Нойберг родился 30 октября 1840 года в Люксембурге. Сначала он учился в местной средней школе Люксембурга типа классической гимназии, именуемой Атенеумом, а затем продолжил обучение в Гентском университете на естественно-научном факультете. После окончания школы, Нойберг преподавал в нескольких институтах. Между 1862 и 1865 годах он преподавал в нормальной школе в Нивеле (École Normale de Nivelle) (Бельгия, Валлония). В течение последующих шестнадцати лет, он преподавал в Королевском Атенеуме в Арлоне в Бельгии (Athénée Royal d’Arlon). Он также преподавал в Нормальной школе в Брюгге с 1868 года.
Нойберг ушел из двух предыдущих школ — Атенеумов в Льеже в 1878 году. Он стал экстраординарным профессором в университете в том же городе в 1884 г. и был произведен в ординарные профессоры в 1887 году. Он занимал этот последний пост до своей отставки в 1910 году. Через год после его выхода на пенсию он был избран президентом бельгийской Королевской Академии, в которую он вступил ранее в 1866 году, несмотря на то, что по национальности он — не бельгиец.
В звании профессора он скончался 22 марта 1926 года в Льеже в Бельгии, Об этом был сообщено в Бюллетене американского математического общества (Bulletin of the American Mathematical Society).

## Достижения
Нойберг работал в основном в геометрии, в частности, геометрии треугольника. Среди кубических кривых на плоскости есть кубика Нойберга. Эта кривая определяется из треугольника и названа в его честь. Она проходит через изодинамические центры или точки треугольника. Эту кубику он обнаружил и опубликовал в 1885 году.
Нойберг был также участвовал в работе в целого ряда математических журналов. С Эженом Каталаном и Полем Мансьоном он основал журнал «Новые математические записки» (Nouvelle correspondance mathématique). Этот журнал был назван по аналогии с вышедшим ранее журналом «Записки по математике и физике» (Correspondance mathématique et physique), которые редактировали Ламбер Кетле (Lambert Quetelet) и Жан Гарнье (Jean Garnier). «Записки» были опубликованы лишь в 1880; после этого, Каталан рекомендовал Мансиона, и Нойберг продолжил издавать новый журнал. Они последовали его совету, создавая журнал «Математические тезисы» (Mathesis) в 1881 году, который является, пожалуй, самым известным журналом, редактируемым Нойбергом.
Несколько математических обществ, включили Нойберга в свой состав: Научный Институт Люксембурга, Королевское научное общество Льежа, математическе общество Амстердама, и Бельгийская Королевская Академия наук и искусств, как отмечено выше в биографии.

### Окружность Нойберга
Пусть вершины B и C треугольника фиксированы, а вершина A движется так, что угол Брокара {\displaystyle \varphi } треугольника ABC остается постоянным. Тогда точка A движется по окружности радиуса {\displaystyle {\frac {BC}{2}}{\sqrt {{\rm {ctg}}^{2}\varphi -3}}}, которая и называется окружностью Нойберга.